# Maximin Ier le Thrace
Pour les articles homonymes, voir Maximin.
Maximin Ier le Thrace
est un empereur romain qui, né vers 173, régna de 235 à sa mort en 238.
Son nom romain complet était « Caius Julius Verus Maximinus Thrax » ;
les historiens soucieux de concision l'appellent souvent Maximin Ier ou Maximin le Thrace (cfr.inf.).  
Les quelques années de son règne marquent le début de la crise de l'Empire au IIIe siècle. 

## Un officier sorti du rang
Maximin naît en Thrace vers 173, de « parents semi-barbares » selon Hérodien.
Il aurait été un modeste berger avant de gravir progressivement les échelons de l'armée romaine. L'Histoire Auguste renchérit sur Hérodien et lui invente un père goth et une mère alaine. Son nom d'origine, Caius Julius Maximinus, est toutefois romain, acquis par naissance ou par incorporation dans l'armée. Les auteurs antiques accentuent son côté brutal en lui prêtant une force extraordinaire et une taille impressionnante. Si Hérodien mentionne seulement « sa haute stature et sa robustesse », la peu fiable Histoire Auguste brode en rapportant d'invraisemblables performances de lutteur, un appétit dévorant et une taille de tantôt huit pieds et un doigt, tantôt presque huit pieds et demi.
Engagé dans la cavalerie vers 191, il gravit les échelons, devient centurion, exerce un commandement en Mésopotamie lors de la guerre de 232 contre les Perses, et est chargé de l'entraînement des recrues en 234, en préparation de la campagne contre les Alamans. Les nombreux détails que donne l'Histoire Auguste sur sa carrière aux armées sont fantaisistes. Sans lien avec la noblesse romaine sénatoriale, il ne conçoit pas son rôle autrement que comme celui de chef d'armée.
Maximin est décrit dans les sources comme un personnage rustre, mais aussi comme un bon soldat et même comme un habile stratège. C’est le premier empereur à accéder à la plus haute des fonctions en ayant déroulé une carrière exclusivement militaire, ce qui choque les classes dirigeantes romaines et lui vaut le mépris des historiens romains. En tout état de cause, ses origines étaient celles d’un provincial de basse naissance, et le Sénat le considérait comme un barbare, malgré l’édit de Caracalla accordant la citoyenneté à tous les habitants nés à l'intérieur des frontières de l’Empire. Son appellation de Maximin « le Thrace » vient de l'auteur anonyme de l'Épitome de Cæsaribus.
Choisi plus pour son courage physique que pour ses compétences administratives, Maximin se concentre sur ses obligations militaires, inspirant l’expression d’« empereur-soldat ». Peu habile politiquement, il procède à des levées importantes de recrues et intensifie une pression fiscale qui ne tarde pas à créer de violentes réactions.

## L'accession au pouvoir

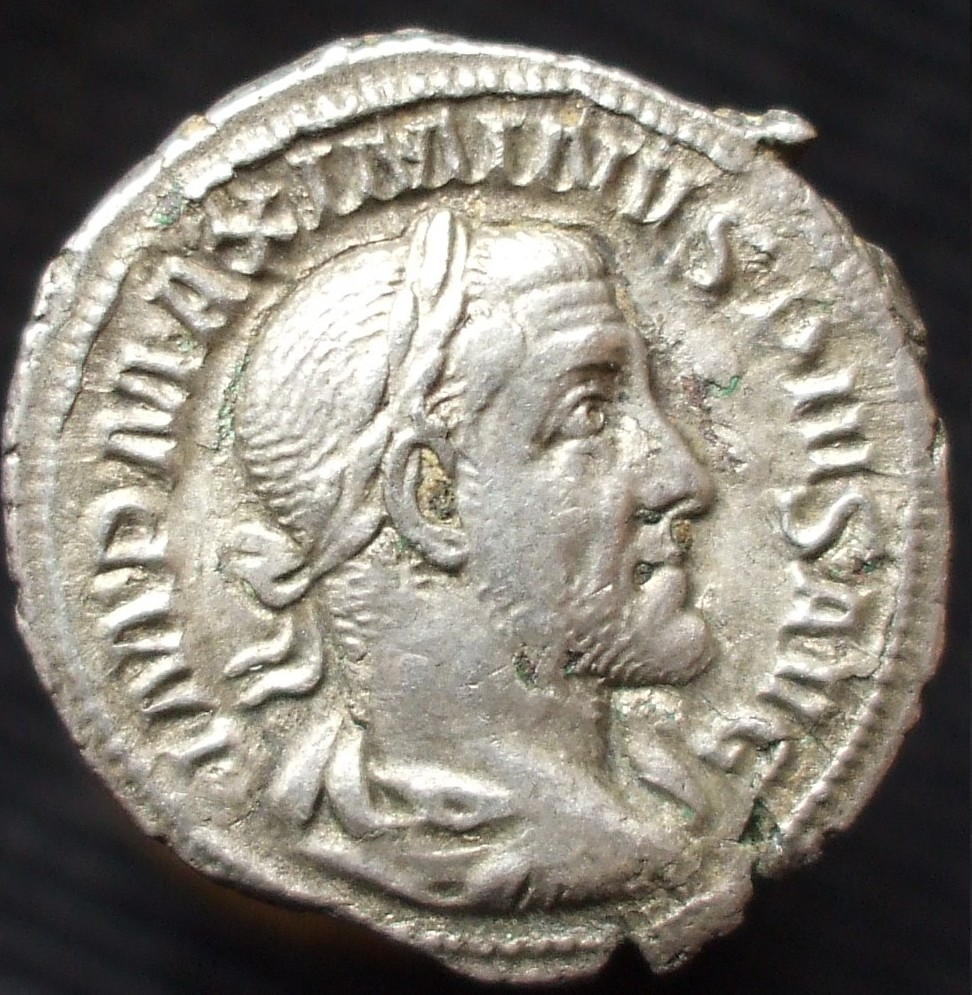
Avers d'un denier à l'effigie de Maximin le Thrace.

En 235, Maximin est préfet des recrues levées pour combattre les Germains, alors que l'empereur Sévère Alexandre vient réprimer une révolte en Germanie. Il monte sur le trône impérial à la suite d'un complot où l'empereur et sa mère sont assassinés par l'armée, le 18 mars.
C'est la deuxième fois (après Macrin) qu'un chevalier arrive au pouvoir suprême. Il ne se rend pas à Rome pour solliciter la ratification de son accession au pouvoir par le Sénat, qui le lui accorde néanmoins. Après avoir fait condamner la mémoire de son prédécesseur, il inaugure son règne par une campagne en Germanie durant l'été 235. Il doit en 236 se rendre sur le cours inférieur du Danube, pour affronter une coalition de Carpes, un peuple dace insoumis, et de Sarmates. Pendant ses trois années de règne, il est constamment en campagne et doit déjouer deux tentatives de coup d'État. La première est un complot de l'ex-consul Magnus visant à ce que des soldats infidèles détruisent le pont permettant d'isoler Maximin au-delà du Rhin ; l'autre un soulèvement de soldats mécontents qui soutiennent le gouverneur de province Quartinus, récemment limogé, en tant qu'empereur rival. En 237, la situation est partout rétablie et la menace barbare éloignée. 
Comme ses prédécesseurs, Maximin pense à sa succession. Il nomme en 236 son fils Maximus César et prince de la jeunesse.
Les années de combats continuels ont des conséquences financières, et le ressentiment grandit chez les aristocrates dont la richesse est ponctionnée à la suite de confiscations et d'extorsions de plus en plus graves.

## Révoltes
En 238, les besoins du Trésor sont alourdis par les dépenses militaires. D'après les inscriptions trouvées sur les bornes milliaires, Maximin a aussi engagé des travaux d'entretien sur les routes stratégiques.  L'augmentation considérable de la pression fiscale suscite des révoltes à travers l'empire, notamment en Afrique.
Envoyé à Thysdrus, son procurateur d'Afrique proconsulaire est rapidement confronté au mécontentement des Africains face aux taxes et impôts. De violentes manifestations éclatent et le procurateur est tué au cours de l'une d'entre elles, par l'un des membres du collège des juvenes. Dans un même élan, paysans et membres des juvenes se révoltent contre le pouvoir impérial et proclament empereur malgré lui le proconsul basé à Carthage, Gordien.
Membre éminent du Sénat, Gordien Ier, qui exerce alors la fonction très prestigieuse de proconsul d'Afrique mais est âgé de 80 ans, et son fils Gordien II sont proclamés empereurs . Opposition que le Sénat s'empresse de relayer à Rome en les reconnaissant tous deux comme empereurs en 238. Le préfet du prétoire Vitalien nommé par Maximin est assassiné. Le préfet de la Ville Sabinus est massacré lors des émeutes qui s'ensuivent à Rome, tandis que plusieurs gouverneurs de province reconnaissent les Gordiens pour seuls empereurs.
Mais resté fidèle à Maximin, le légat de Numidie Capelianus finit par écraser le mouvement insurrectionnel, en battant près de Carthage les troupes inexpérimentées menées par Gordien II. Son père, Gordien Ier, apprenant la mort de son fils, se suicide. Mais l'opposition, loin d'être décapitée par la mort de ces deux empereurs, se poursuit en Italie. Le Sénat aurait attribué le pouvoir à une commission de vingt consulaires, au sein de laquelle deux hommes Maxime Pupien et Balbin, sont nommés conjointement empereurs le 22 avril 238.

## La défaite et la mort de Maximin
Maximin quitte alors Sirmium au printemps 238 et marche sur l'Italie. Il est bloqué devant Aquilée et en fait le siège. Les difficultés de ravitaillement des assiégeants provoquent une mutinerie, et Maximin et son fils Maximus sont assassinés par leurs propres soldats, affaiblis par la famine. Sa mort intervient après trois ans et quelques mois de règne, à l'âge de soixante-cinq ans. Ses soldats font leur soumission aux deux nouveaux empereurs.
Le soutien des Italiens et des dissensions dans l'armée de Maximin sont les causes de l'assassinat de ce dernier au printemps : une émeute romaine oblige le Sénat à associer au pouvoir le jeune Gordien III, qui reste seul au pouvoir après l'exécution par la garde prétorienne en juillet 238 des empereurs associés. Au total, on compte ainsi six empereurs en l'espace de quatre mois.

## Noms successifs
Sa titulature d'empereur honore les victoires de l'armée qui l'a porté là :
- en 235, il devient « imperator Cæsar Caius Julius Verus Maximinus Pius Felix Invictus Augustus »
- suite des victoires contre les Barbares, elle devient « imperator Cæsar Caius Julius Verus Maximinus Pius Felix Invictus Augustus Germanicus Maximus Sarmaticus Maximus Dacicus Maximus »
- à sa mort en mai 238, elle est « imperator Cæsar Caius Julius Verus Maximinus Pius Felix Invictus Augustus Germanicus Maximus Sarmaticus Maximus Dacicus Maximus, Pontifex Maximus, Tribuniciæ Potestatis IV, Imperator VII ».